# 楊格 (烏拉圭)
32°42′S 57°38′W / 32.700°S 57.633°W
楊格（西班牙語：Young），是烏拉圭的城鎮，位於該國西部，由內格羅河省負責管轄，處於特立尼達西北面約120公里，始建於1910年，海拔高度63米，主要經濟活動有農業、畜牧業、奶品業和林業，2011年人口16,756。